# Henry Kaltenbrunn

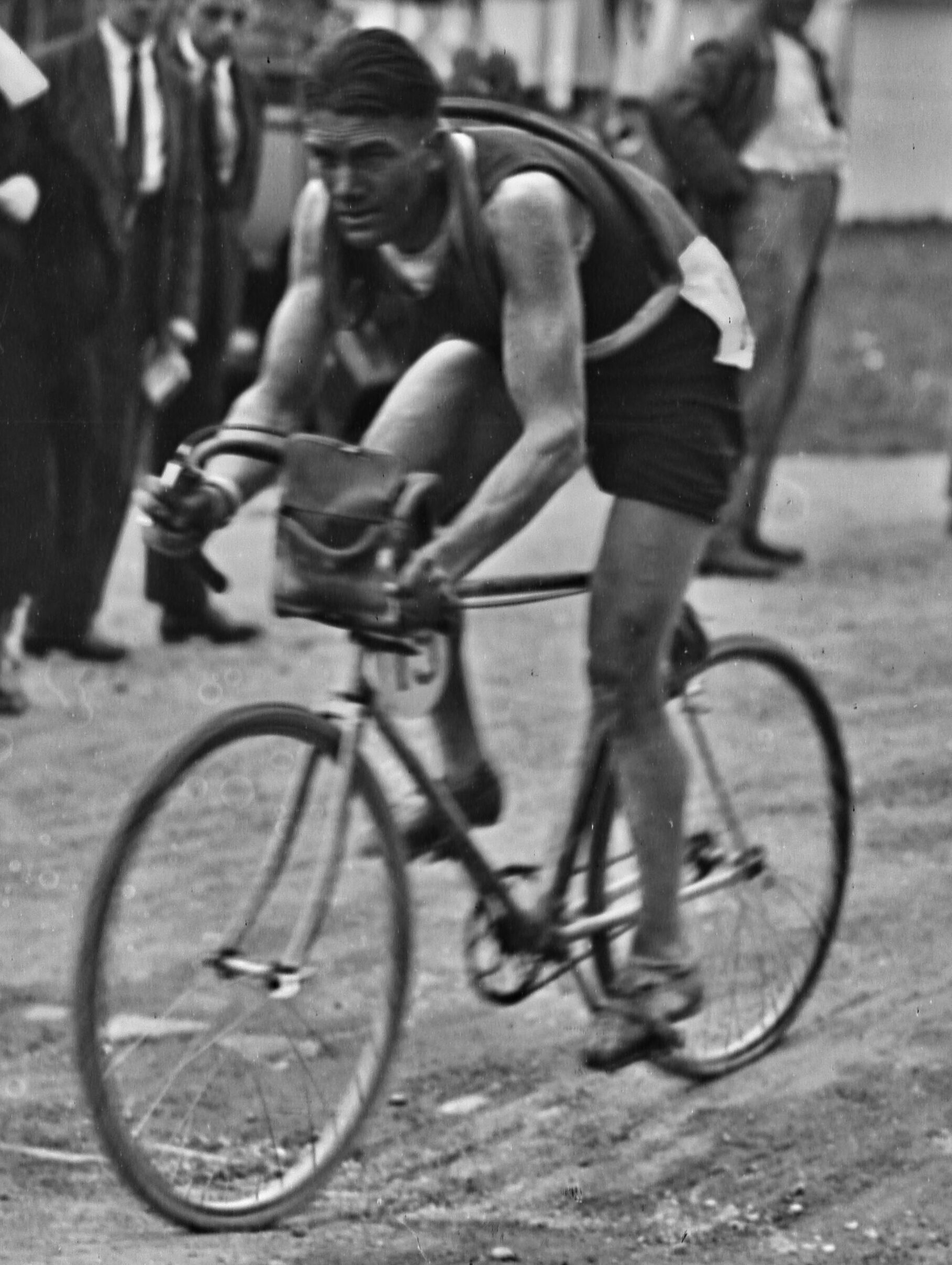
Henry Kaltenbrunn (1924)

Henry Gustaves Kaltenbrunn (* 15. Mai 1897 in Vryburg; † 15. Februar 1971 in Benoni) war ein südafrikanischer Radrennfahrer.
Kaltenbrunn nahm zweimal an Olympischen Spielen teil. 1920 startete er im Einzelzeitfahren und errang die Silbermedaille. Gemeinsam mit James Walker errang er auch Silber im Tandemrennen. In der Mannschaftsverfolgung auf der Bahn gewann er zudem die Bronzemedaille gemeinsam mit James Walker, William Smith und Sammy Goosen. 
Nach dem Einzelzeitfahren war Kaltenbrunn zunächst als Sieger ausgerufen worden, dann aber beschloss die Jury, die Zeiten, in denen manche Fahrer an geschlossenen Bahnübergängen hatten warten müssen, abzuziehen, und Kaltenbrunn rutschte auf den zweiten Platz.
Vier Jahre später, bei den Olympischen Spielen in Paris, startete Kaltenbrunn erneut im Straßenrennen und belegte Platz elf. Das Rennen über 50 Kilometer auf der Radrennbahn von Vincennes konnte er nicht beenden.